# Parnasse satyrique
Le Parnasse satyrique ou Parnasse des poètes satyriques est un recueil de textes licencieux paru à Paris en 1622 rassemblant différents poètes libertins et satiriques. Sa parution déclenche un scandale et une guerre des libelles sans précédent jusque-là dans l'histoire littéraire française et conduit notamment à la sévère condamnation de Théophile de Viau, auteur du premier sonnet de l'ouvrage et figure de proue des libertins, marquant un coup d'arrêt à la diffusion du libertinage.  

## Poésie «satyrique»
La parution du Parnasse satyrique s'inscrit dans un mouvement de parutions qui fait florès depuis le début du XVIIe siècle et connait un réel succès de librairie avec des titres comme La Muse folastre (1600), Les Muses gaillardes (1609), Recueil des plus excellans vers satyriques de ce temps (1617), Le Cabinet satyrique (1618), L'Espadon satyrique (1619), Les Délices satyriques (1620) etc. Les poèmes sont généralement anonymes mais certains éditeurs mentionnent les noms d'auteurs ou leurs initiales. Si les premiers textes rendent hommage ou recyclent les poésies érotiques de Ronsard, l’évolution du genre s'oriente nettement vers le libertinage et une paillardise, une grossièreté voire une obscénité dans un style « bouffonique » qui ne semblent pas inquiéter les autorités religieuses et civiles, au moins jusqu'à la parution en 1620 des Quatrains du Déiste, un recueil qui promeut des doctrines panthéistes et moque les vérités chrétiennes.
Édité pour la première fois sous le manteau en 1622 par les imprimeurs Anthoine Estoc et Antoine de Sommaville, le Parnasse satyrique rassemble quant à lui 166 pièces de tous genres - sonnets, épigrammes, stances, odes... - dont quarante six sont signées et 125 originales, les autres provenant de recueils libres et satiriques déjà publiés.  
Le recueil débute par un sonnet signé dans certaines éditions du nom de « Théophile » dont l'éloge de l'homosexualité et de la sodomie sous forme de parodie de prière semble, comme d'autres pièces de l’ouvrage, franchir pour certaines autorités les limites du supportable par une double transgression alliant jouissance érotique et blasphème. Si Théophile affirme d'ailleurs qu'« honneur, foutre et vertu c'est une même chose », il faut cependant noter que la publication de ces textes était l'affaire d'imprimeurs qui les rassemblaient souvent à l'insu des auteurs. La question est d'ailleurs soulevée du but réel recherché par cette publication sous le manteau et de ses rééditions - parfois sous le nom de Viau - même durant son procès alors que les imprimeurs ne sont pas inquiétés outre mesure.

## Affaire duParnasse satyrique
La licence de l’ouvrage, dénoncée par le jésuite François Garasse soutenu par le procureur général du Parlement de Paris Mathieu Molé, conduit à des poursuites contre les supposés auteurs du Parnasse au nombre desquels Guillaume Colletet, Pierre Berthelot ou encore Nicolas Frenicle, qui s'enfuient tous. 
Théophile de Viau, protégé de Luynes et considéré comme le porte-parole des « beaux esprits » libertins et de leurs doctrines, cristallise les attaques : il s'agit d'abattre le libertinage à travers sa seule personne. Ce dernier est condamné par contumace à être brûlé avec ses œuvres en juillet 1623. La sentence est exécutée en effigie le 19 août et il est capturé en septembre alors qu'il tente de gagner l’Angleterre ; il est alors incarcéré pendant deux ans à la Conciergerie, avant que sa peine ne soit commuée en exil. Pierre Berthelot est quant à lui condamné à la pendaison - exécutée en effigie -  et Guillaume Colletet à un exil de neuf ans. 
L'ouverture du procès puis la condamnation déclenchent une mobilisation et une guerre de libelles sans précédent, à travers lesquels se mobilisent et s’affrontent partisans et adversaires de Théophile de Viau et du libertinage, conduisant à des dénonciations, des condamnations et une explosion de la littérature pamphlétaire, même après la mort de Viau en 1626, peu après sa libération. L'affaire marque un coup d'arrêt à la diffusion du libertinage dans la mesure où afficher ses opinions libertines peut conduire, à l’instar de ce qui est arrivé à Théophile de Viau, au bûcher et l'on constate une quasi-disparition des recueils licencieux jusqu'au XVIIIe siècle.

## Auteurs et éditions
Sur les 166 pièces que réunit l'ouvrage, 75 sont anonymes. Parmi les auteurs repris dans le Parnasse - dont certains sont morts depuis plusieurs années lors de la première édition de 1622 -, l’érudit Frédéric Lachèvre dénombre notamment : Pierre Bergeron, Pierre Berthelot, Boisrobert, Guillaume Colletet, Gilles Durant de la Bergerie, Isaac Du Ryer, Nicolas Frenicle, Guy de Tours, Marc de Maillet, François Maynard, Pierre Motin, Nicolas Rapin, Mathurin Régnier, Pierre de Ronsard, Mellin de Saint-Gelais, Sigogne ou encore Théophile de Viau. 
L'ouvrage est publié pour la première fois en 1622 avec une seconde partie titrée la Quintessence satyrique - un recueil de 257 pièces. Une seconde édition voit le jour en 1623, au lendemain de l’arrêt condamnant Théophile de Viau. Cette édition a le même nombre de pages mais le titre de la Quintessence a disparu. En 1625, alors que Viau est en prison depuis plusieurs mois, trois éditions paraissent à nouveau sous le titre Le Parnasse satyrique du sieur Théophile, remplies de fautes et dont tous les noms ont disparu à l'exception de celui de « Théophile » pour le sonnet de tête. 
L'ouvrage connait de rares rééditions au cours du XVIIe siècle puis ce n’est qu'au XIXe siècle qu'on le retrouve, en 1861 et 1864, pour deux éditions à nouveau interdites dès 1869 pour « outrage à la morale publique et religieuse ainsi qu'aux bonnes mœurs ». Le volume de 1864, édité par Auguste Poulet-Malassis, est augmenté du Nouveau Parnasse satyrique, avec un frontispice de Félicien Rops. 
Au XXIe siècle, une édition épurée proposée par Georges Bourgueil sous le titre Le Parnasse des poètes satyriques paraît en 2002 aux éditions Passage du Nord/Ouest.

## Extrait
Un sixain de Colletet donne le ton de l'ouvrage :
Tout y chevauche, tout y fout,

L'on fout en ce livre par tout,

Afin que le lecteur n'en doute ;

Les odes foutent les sonnets,

Les lignes foutent les feuillets,

Les lettres mêmes s'entrefoutent !
— G.C.P. (pour Guillaume Colletet parisien), Parnasse satyrique

### Édition originale
- Le Parnasse des poètes satyriques, 1622, 1re éd. (BNF 33526765, lire en ligne),

### Édition moderne
- Georges Bourgueil (éd.), Le Parnasse des poètes satyriques, Passage du Nord/Ouest, 2002, 247 p. (ISBN 978-2-914834-00-1, lire en ligne)